# Ammeldingen bei Neuerburg

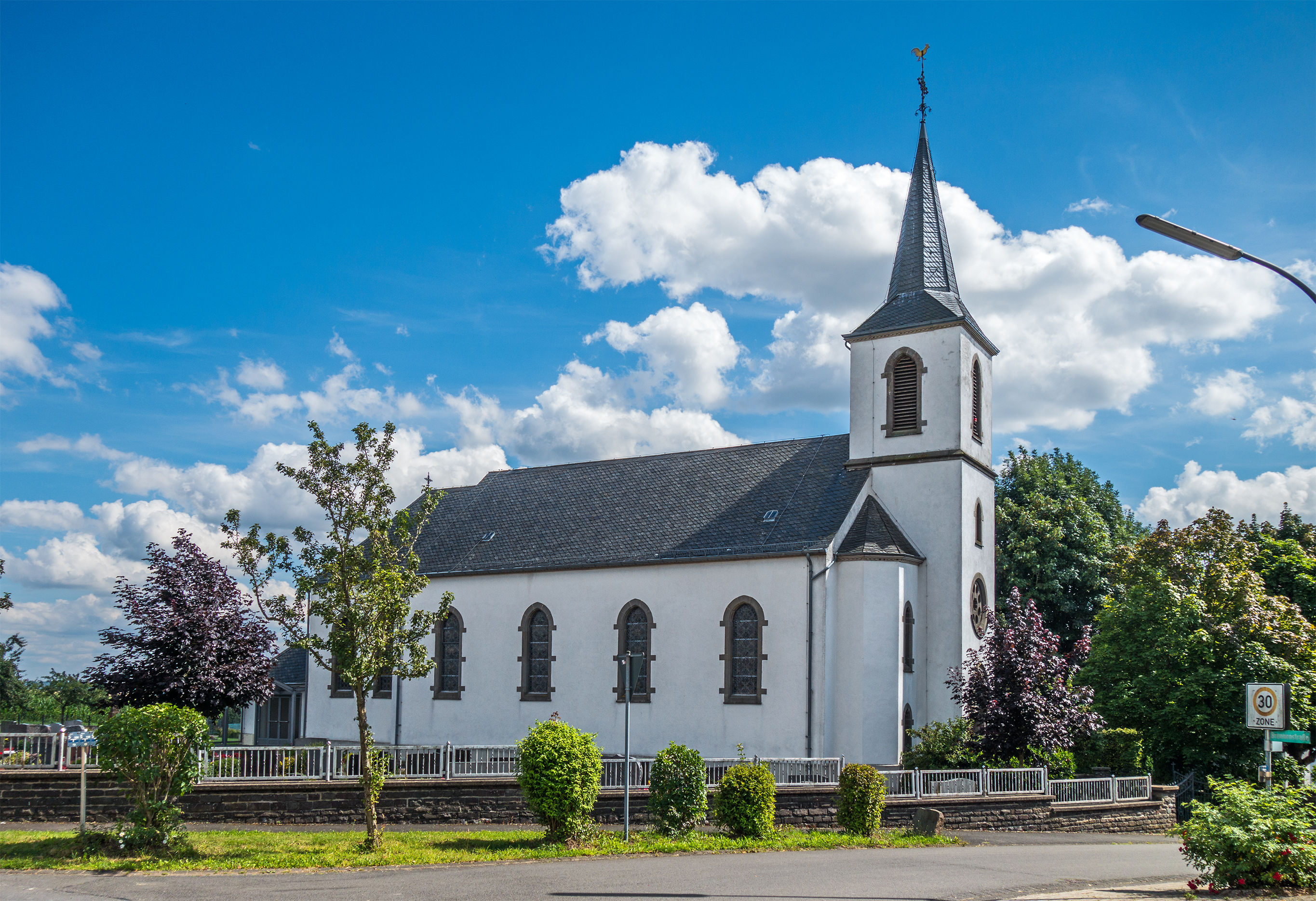
Die Kirche von Ammeldingen, umgeben vom Friedhof (2016)

Ammeldingen bei Neuerburg ist eine Ortsgemeinde im Eifelkreis Bitburg-Prüm in Rheinland-Pfalz. Sie gehört der Verbandsgemeinde Südeifel an.

## Geographie
Ammeldingen bei Neuerburg liegt am Rand des Naturparks Südeifel. Zur Gemeinde gehören auch die Weiler Grimbach und Kleinweis sowie die Wohnplätze Auf Kemigt und Hof Sauerwies.
Nachbarorte von Ammeldingen bei Neuerburg sind die Ortsgemeinden Heilbach im Nordosten, Plascheid im Südosten, Leimbach und Zweifelscheid im Südwesten sowie Emmelbaum im Nordwesten.

## Geschichte
Die erste urkundliche Erwähnung erfolgte im Jahre 1336. Mit der Besetzung des linken Rheinufers 1794 durch französische Revolutionstruppen wurde der Ort französisch, 1815 wurde er auf dem Wiener Kongress dem Königreich Preußen zugeordnet und nachfolgend Teil der 1822 gebildeten preußischen Rheinprovinz.
Die dem hl. Isidor geweihte Pfarrkirche wurde 1896 erbaut.
Nach dem Ersten Weltkrieg gehörte die Region zum französischen Teil der Alliierten Rheinlandbesetzung, nach dem Zweiten Weltkrieg wurde Ammeldingen Teil der französischen Besatzungszone und kam 1946 zum damals neu gebildeten Bundesland Rheinland-Pfalz.
Statistik zur Einwohnerentwicklung
Die Entwicklung der Einwohnerzahl von Ammeldingen bei Neuerburg, die Werte von 1871 bis 1987 beruhen auf Volkszählungen:
| Jahr | Einwohner |
| ---- | --------- |
| 1815 | 68        |
| 1835 | 112       |
| 1871 | 125       |
| 1905 | 180       |
| 1939 | 204       |
| 1950 | 204       |
| 1961 | 176       |

| Jahr | Einwohner |
| ---- | --------- |
| 1970 | 202       |
| 1987 | 187       |
| 1997 | 258       |
| 2005 | 285       |
| 2011 | 260       |
| 2017 | 250       |
| 2023 | 244       |

## Politik

### Gemeinderat
Der Ortsgemeinderat in Ammeldingen besteht aus sechs Ratsmitgliedern, die bei der Kommunalwahl am 9. Juni 2024 in einer Mehrheitswahl gewählt wurden, und dem ehrenamtlichen Ortsbürgermeister als Vorsitzendem.

### Bürgermeister
Marco Schaal wurde am 8. Juli 2024 Ortsbürgermeister von Ammeldingen bei Neuerburg. Da für die Direktwahl am 9. Juni 2024 kein Wahlvorschlag eingereicht worden war, oblag die Neuwahl des Bürgermeisters gemäß rheinland-pfälzischer Gemeindeordnung dem Rat der Gemeinde, der sich auf seiner konstituierenden Sitzung für Schaal entschied.
Schaal Vorgänger Rudolf Mayer hatte das Amt von 2004 bis 2024 inne und trat bei der Wahl 2024 nicht erneut an. Zuletzt bei der Direktwahl am 26. Mai 2019 war er mit einem Stimmenanteil von 94,66 % für weitere fünf Jahre in seinem Amt bestätigt worden.

### Wappen
| Wappen von Ammeldingen bei Neuerburg | Blasonierung: „Schild gespalten; vorne in Silber ein durchgehendes rotes Kreuz, belegt mit silbernem Schildchen, darin ein schwarzer Schrägbalken; hinten in Rot ein goldener Spaten und ein silbernes Beil schräg gekreuzt.“                                                                       |
| Wappen von Ammeldingen bei Neuerburg | Wappenbegründung: Ammeldingen gehörte zum Trierer Land und zur Grafschaft Neuerburg. Daher vorne das Trierer Kreuz und das Wappen Friedrichs von Neuerburg. Der 1. Pfarrpatron, der hl. Isidor der Landmann, wird mit dem Spaten und der Bistumspatron, der hl. Matthias, mit dem Beil dargestellt. |

## Sehenswürdigkeiten
- Katholische Pfarrkirche Sankt Isidor von 1896[3]

Siehe auch: Liste der Kulturdenkmäler in Ammeldingen bei Neuerburg

## Verkehr
Ammeldingen bei Neuerburg wird von der K 57 und der im Ort abzweigenden K 59, die durch Grimbach zur K 58 führt, an das überregionale Straßennetz angeschlossen.